# Utaró Hašimoto
Utaró Hašimoto (japonsky: 橋本 宇太郎, Hašimoto Utaró, narozen 27. února 1907) byl profesionální hráč go.

## Biografie
Hašimoto se stal profesionálem v roce 1922, ve svých 15 letech. Ještě před dosažením 9. danu v roce 1954, vyhrál Utaró třikrát turnaj Honinbó. V roce 1950 založil Kansai Ki-in.

## Tituly
| Titul               | Rok              |
| ------------------- | ---------------- |
| Počet               | 13               |
| Honinbó             | 1943, 1950, 1951 |
| Džúdan              | 1962, 1971       |
| Óza                 | 1953, 1955, 1956 |
| NHK Cup             | 1956, 1963       |
| KK Championship     | 1968, 1969, 1980 |
| Zrušený             | 1                |
| Hajago Championship | 1970             |